# Regeringen Starmer
Regeringen Starmer (engelska: The Starmer ministry) är Storbritanniens regering sedan den 5 juli 2024, då Keir Starmer tillträdde som premiärminister. Starmer är även partiledare för Labour. 
Under de närmast efterföljande dagarna efter Starmers tillträde förväntas regeringen presenteras som en helhet.

## Kabinettet
Vid regeringens tillträde såg kabinettet ut enligt följande:
| Titel                                                       | Namn | Namn                       | Tillträdde  | Avgick                      | Parti  |
| ----------------------------------------------------------- | ---- | -------------------------- | ----------- | --------------------------- | ------ |
| Premiärminister Förste skattkammarlord                      |      | Keir Starmer               | 5 juli 2024 | innehar fortfarande ämbetet | Labour |
| Biträdande premiärminister Bostads- och kommunminister      |      | Angela Rayner              | 5 juli 2024 | innehar fortfarande ämbetet | Labour |
| Finansminister Andre skattkammarlord                        |      | Rachel Reeves              | 5 juli 2024 | innehar fortfarande ämbetet | Labour |
| Kansler för hertigdömet Lancaster                           |      | Pat McFadden               | 5 juli 2024 | innehar fortfarande ämbetet | Labour |
| Utrikesminister                                             |      | David Lammy                | 5 juli 2024 | innehar fortfarande ämbetet | Labour |
| Inrikesminister                                             |      | Yvette Cooper              | 5 juli 2024 | innehar fortfarande ämbetet | Labour |
| Försvarsminister                                            |      | John Healey                | 5 juli 2024 | innehar fortfarande ämbetet | Labour |
| Justitieminister Lordkansler                                |      | Shabana Mahmood            | 5 juli 2024 | innehar fortfarande ämbetet | Labour |
| Hälsominister                                               |      | Wes Streeting              | 5 juli 2024 | innehar fortfarande ämbetet | Labour |
| Utbildningsminister                                         |      | Bridget Phillipson         | 5 juli 2024 | innehar fortfarande ämbetet | Labour |
| Energisäkerhets- och nettonollutsläppsminister              |      | Ed Miliband                | 5 juli 2024 | innehar fortfarande ämbetet | Labour |
| Arbetsmarknads- och pensionsminister                        |      | Liz Kendall                | 5 juli 2024 | innehar fortfarande ämbetet | Labour |
| Närings- och handelsminister President för Handelskollegiet |      | Jonathan Reynolds          | 5 juli 2024 | innehar fortfarande ämbetet | Labour |
| Forskning, innovations- och teknologiminister               |      | Peter Kyle                 | 5 juli 2024 | innehar fortfarande ämbetet | Labour |
| Transportminister                                           |      | Louise Haigh               | 5 juli 2024 | innehar fortfarande ämbetet | Labour |
| Miljö-, livsmedels- och landsbygdsminister                  |      | Steve Reed                 | 5 juli 2024 | innehar fortfarande ämbetet | Labour |
| Minister för kultur, media och idrott                       |      | Lisa Nandy                 | 5 juli 2024 | innehar fortfarande ämbetet | Labour |
| Minister för Nordirland                                     |      | Hilary Benn                | 5 juli 2024 | innehar fortfarande ämbetet | Labour |
| Minister för Skottland                                      |      | Ian Murray                 | 5 juli 2024 | innehar fortfarande ämbetet | Labour |
| Minister för Wales                                          |      | Jo Stevens                 | 5 juli 2024 | innehar fortfarande ämbetet | Labour |
| Ledare i Underhuset Lordpresident                           |      | Lucy Powell                | 5 juli 2024 | innehar fortfarande ämbetet | Labour |
| Ledare i Överhuset Lordsigillbevarare                       |      | Baroness Smith of Basildon | 5 juli 2024 | innehar fortfarande ämbetet | Labour |

Nedanstående ministrar närvarar vid kabinettets sammanträden men anses inte vara fullvärdiga medlemmar.
| Titel                                                                  | Namn | Namn           | Tillträdde  | Avgick                      | Parti  |
| ---------------------------------------------------------------------- | ---- | -------------- | ----------- | --------------------------- | ------ |
| Parlamentarisk sekreterare till kabinettet Chefsinpiskare i underhuset |      | Alan Campbell  | 5 juli 2024 | innehar fortfarande ämbetet | Labour |
| Chefssekreterare i finansministeriet                                   |      | Darren Jones   | 5 juli 2024 | innehar fortfarande ämbetet | Labour |
| Attorney General för England och Wales Advocate General för Nordirland |      | Richard Hermer | 5 juli 2024 | innehar fortfarande ämbetet | Labour |